# فحم الكوك

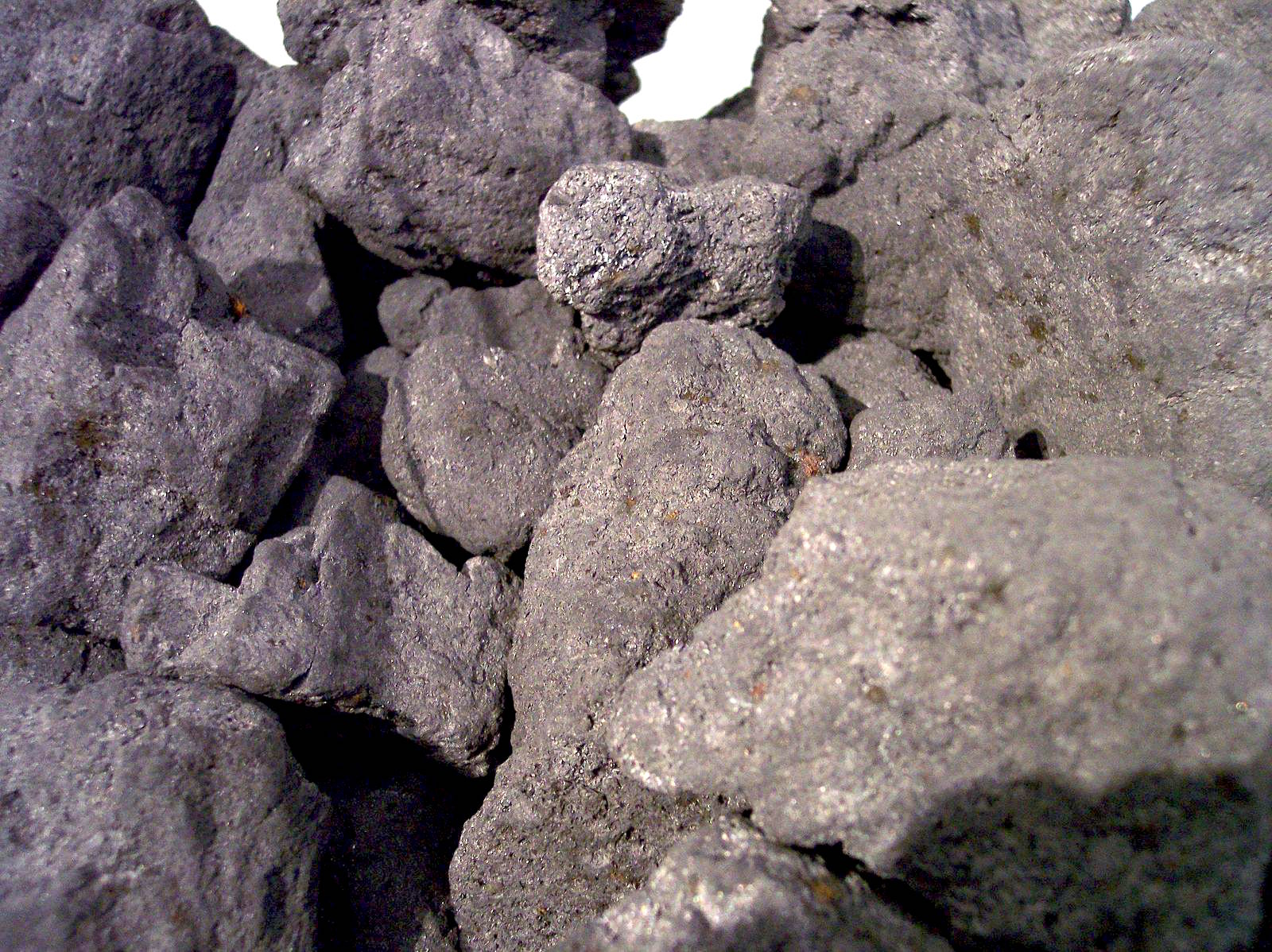
كوك خام

فحم الكوك هو مادة كربونية قابلة للاستخدام كوقود بإحراقها، ويتم تصنيعها بالتقطير الإتلافي للفحم الحجري أو الفحم البيتوميني، ويكون شكل الفحم في النهاية على هيئة أحجار سوداء ورمادية جافة لكنها ليست شديدة الصلابة وقابلة للكسر.

## كيفية الإنتاج
تستغرق عملية الإنتاج من 16 إلى 40 ساعة على حسب الجودة المنشودة للفحم، وخلال تلك العملية، يتحول خليط الفحم الحجري إلى كوك عن طريق عزل واستئصال المواد الطيارة المتعلقة به، ثم بعد ذلك يتم تغيير هيئتها فيزيائياً وميكانيكياً.
يتم عزل تلك المواد في البداية عن طريق تسخين الفحم الحجري في أفران معزولة عن الهواء بدرجات قد تصل إلى 2000 درجة مئوية، وفي إحدى مراحل التسخين المتوسطة يتحول الفحم إلى لباب بلاستيكي، ثم يتجمد مرة أخرى في درجات الحرارة الأعلى، فيتم جمعه وتبريده.

### عجينة الكوك
أول مرحلة من مراحل إنتاج الكوك هي جمع الفحم وتجهيزه قبل إدخاله الأفران. تعتمد جودة الكوك النهائية بشكل أساسي على تلك المرحلة، فهي تتكون من خلط أنواع مختلفة من الفحم، وهي عادةً عملية أوتوماتيكية. ثم يتم طحن الخليط في النهاية.
بعد ذلك يتم خلط الفحم مع بعض المازوت (وقود التسخين) بنسبة 1 إلى 5‰ (من واحد إلى خمسة في الألف) من كتلته. وتساعد تلك العملية والمسماة "Fioulage" على تقليل انحدار الكثافة النسبية للفحم داخل الفرن بسبب الجاذبية.

### التسخين

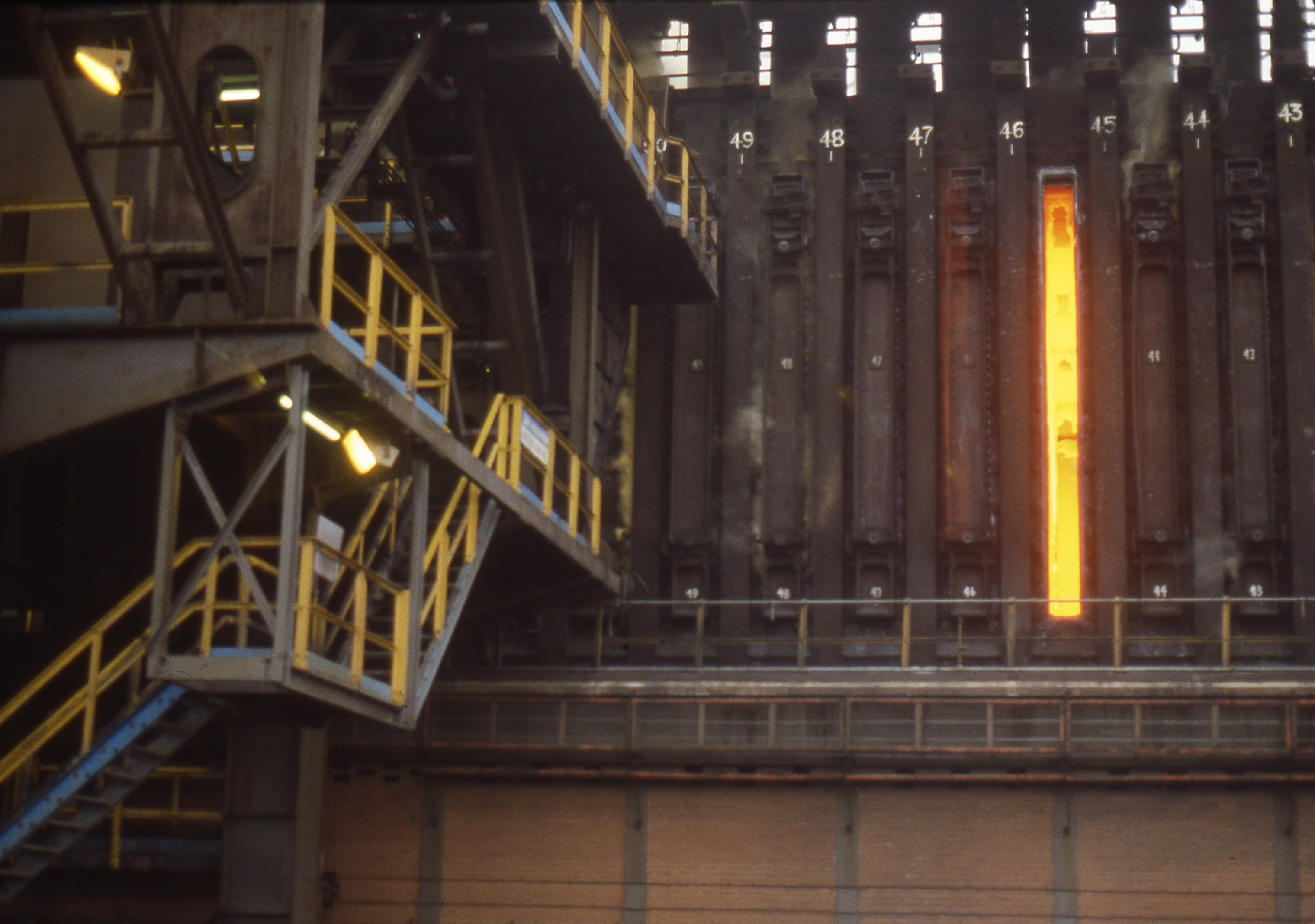
فرن لتسخين فحم الكوك

لإنتاج فحم الكوك المستخدم في صناعة الفولاذ، يتم تسخين اللباب الفحمي في أفران تسمى «أفران الغرفة الرأسية».
ويتكون الفرن من جدارين من الطوب العازل ومغلق بباب من كل ناحية. والغرفة بشكل عام متوازية الأسطح، ويتراوح طولها بين 12 إلى 18 م، وعرض من 0,4 إلى 0,8 م، وبارتفاع من 4 إلى 8 م. كما لا تكون الألواح الجانبية متوازية تماماً، فهي مبنية بزاوية افتتاح بسيطة، وذلك بغرض تسهيل إخراج المواد من الفرن.
يتم تسخين الفرن من خلال أرصفة من الغرف (مداخن) على الجوانب، فيوجد رصيف على كل جانب من الفرن. ويسمح نظام التسخين بالوصول إلى درجات حرارة من 1200 إلى 1350 درجة مئوية.
يتم توصيل الأفران ببطارية بأعداد من 10 إلى 100، ويتم توصيل كل فرنان بمدخنة. وتعمل بطارية الأفران بمُجَمِّع للحرارة يسمح بالحصول على الحرارة الزائدة غير المستخدمة من الأفران ومن ثم نقلها إلى مخارج المداخن.
للحصول على فحم كوك تعديني (للاستخدام في الأفران العالية)، بدرجات حرارة من 1200 إلى 1350 درجة مئوية، يستغرق وقت التسخين من 16 إلى 20 ساعة.
إن أول آلة تتدخل في عملية إنتاج الكوك هي «آلة التفرين» (بالفرنسية: Enfourneuse)‏، والتي تستخدم وسيطاً كالقمع لإدخال كمية محددة من الفحم (نحو 40 طناً) من خلال أفواه (تدعى فواصل) موضوعة عند قمة الأفران.
خلال عملية التسخين، يمر لباب الكوك بمراحل مختلفة. أول مرحلة عند 150 درجة مئوية هي التجفيف. ويحدث فيها تبخر الماء. وعند 350 درجة، يخف اللباب وتقل لزوجته، وتصل لحدها الأدنى لدى 450 درجة. ويصاحب تلك الظواهر انتفاخ قوي في اللباب، ثم تقل اللزوجة أكثر ويعود اللباب صلباً مرة أخرى لدى 550 درجة. وعند الدرجات الأعلى من ذلك، نمر بمرحلة كربنة الشبه-كوك. فينكمش اللباب وتصدر منه مواد طيارة والتي يتم جمعه مرة أخرى.

### الإخراج من الفرن والإخماد
تقوم «آلة الإخراج من الفرن» (بالفرنسية: Défourneuse)‏ بدفع الكوك الساخن (نحو 1000 درجة مئوية) باستخدام مدق ورف كوسيط إلى طُرقة «إرشاد الكوك». حيث تقوم تلك الطُرقة بتمرير «خبز الكوك» حتى إسقاطه في عربة الفحم. ثم تقوم تلك العربة بدورة إخماد حيث يتم تبريد فحم الكوك بعملية رش للمياه. ويصاحب تلك العملية إصدار قوي لبخار الماء بما يقارب 80 م³ من المياه (2 م³ من المياه هي الكمية الضرورية لإخماد 1 طن من الكوك بدرجة 1000 مئوية) ثم يتم سكبهم خلال 1 إلى 2 دقيقة، ويختفي بقية الماء على هيئة بخار.
يتم تفتيت الفحم أثناء عملية تبريده إلى قطع بأحجام مختلفة، ويتم فرزها قبل الاستخدام وفقاً لأحجامها.